# Jan Gebauer (sportovec)
Jan Gebauer (7. února 1905 Přerov – 15. května 1974 Přerov), přezdívaný „Johny", byl český sportovec. Během svého života se věnoval několika sportům – lednímu hokeji, fotbalu, tenisu či atletice. Patřil mezi činovníky Sportovního Klubu (SK) Přerov a mezi zakladatele přerovského hokejového klubu, aktuálně působícího pod názvem HC ZUBR Přerov.
Narodil se v Přerově začátkem 20. století, jeho otec Johann pracoval jako strojvedoucí. V roce 1923 se ve svém rodném městě vyučil strojním zámečníkem. Pracoval v přerovské elektrárně, která se nacházela u řeky Bečvy. Jeho velkým koníčkem bylo fotografování a natáčení filmů, přičemž z hlediska fotografování tím vytvořil rodinnou tradici, ve které dnes pokračuje jeho stejnojmenný vnuk – profesionální fotograf věnující se mimo jiné focení přerovského hokeje.
Právě s ledním hokejem je Gebauerovo jméno v současné době spojováno nejčastěji. V prvních dvou dekádách 20. století se zařadil mezi průkopníky hokeje v Přerově a v listopadu roku 1928 se podílel na založení „Hockeyového odboru SK Přerov". V ledním hokeji nastupoval na pozici obránce s dresem číslo 4. Stal se historicky prvním hokejovým kapitánem SK Přerov a také autorem historicky první branky tohoto hokejového mužstva. Vstřelil ji ve středu 16. ledna 1929 v Kroměříži, kde Přerované sehráli svůj první zápas. Tamní SK Kroměříž porazili 6:3 (z pohledu Přerova 1:0, 2:2, 3:1), Jan Gebauer skóroval v patnácté minutě první třetiny.

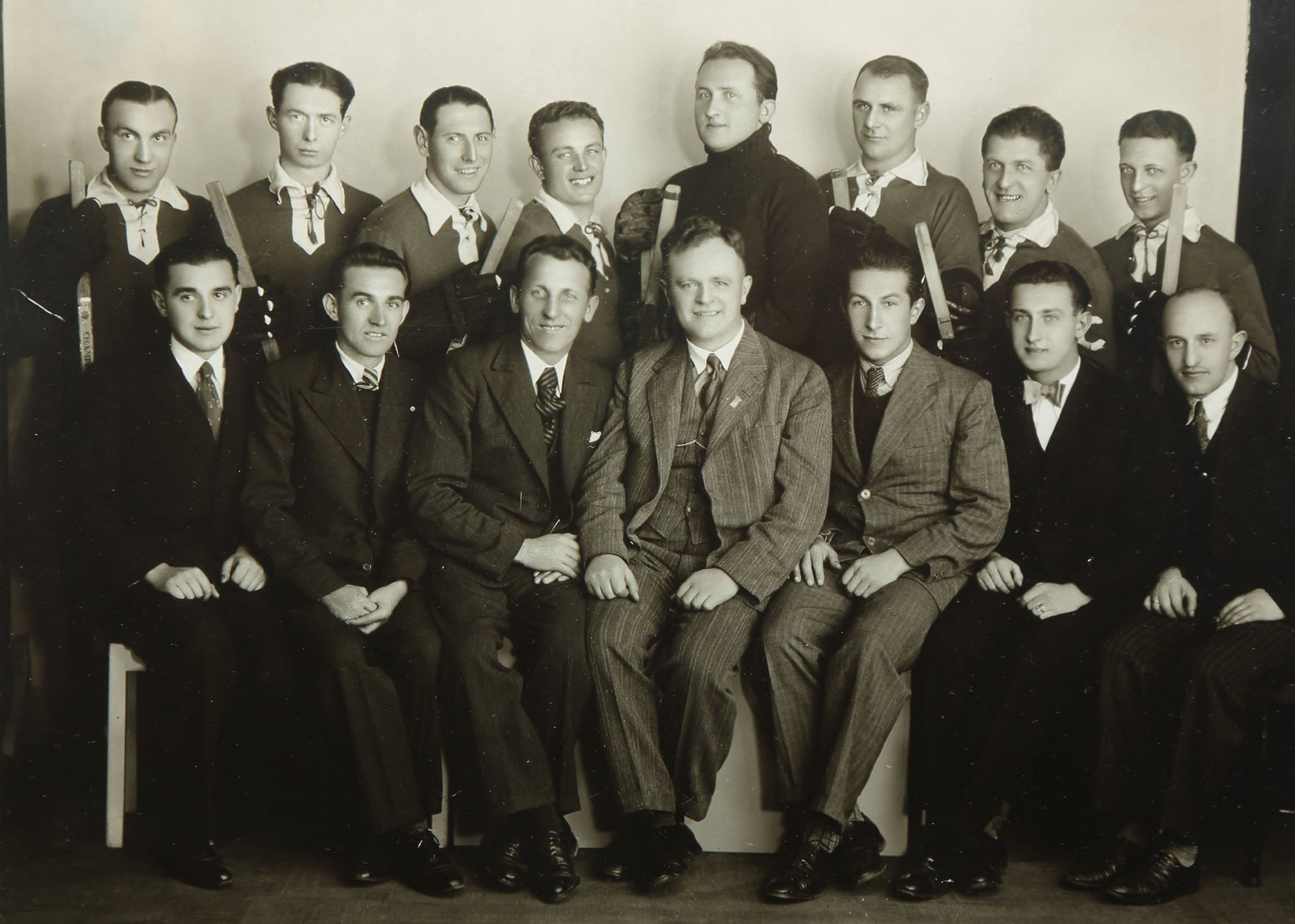
Členové hokejového odboru SK Přerov. Jan Gebauer v horní řadě třetí zprava.

V hokejovém oddílu SK Přerov se Gebauer staral i o dodávky výstroje a údržbu hřiště. V jeho soukromé korespondenci byl nalezen dokument, v němž popisuje zařizování osvětlení pro kluziště na přerovském stadionu Sokola. Na soupiskách hokejistů SK Přerov figuroval Gebauer až do začátku 40. let. Jeho poslední sezonou byla sezona 1939/40.
Jan Gebauer zemřel v polovině května 1974 ve věku 69 let. V září roku 2020 jej za přínos v oblasti sportu in memoriam ocenil Olomoucký kraj.